# Gaj (Kiseljak)
Gaj es un pueblo ubicado en el municipio de Kiseljak, en el cantón de Bosnia Central, Bosnia y Herzegovina.

## Superficie
Cuenta con una superficie de 0,16 kilómetros cuadrados.

## Demografía
Hasta 2013 la población era de un habitante, con una densidad de población de 6,1 habitantes por kilómetro cuadrado.